# Алово
А́лово (рос. Алово, ерз. Аловеле) — село у складі Атяшевського району Мордовії, Росія. Адміністративний центр Аловського сільського поселення.

## Населення
Населення — 1169 осіб (2010; 1512 у 2002).
Національний склад (станом на 2002 рік):
- ерзяни — 97 %

## Відомі особистості
В поселенні народився:
- Радаєв Василь Іванович (1901—1989) — ерзянський письменник.